# Juan Mateo (músico)
Juan Mateo (Teruel, ¿? - ¿Albarracín?, febrero de 1862; fl. 1826-1862) fue un organista, compositor y maestro de capilla español.

## Vida
Las primeras noticias que se tienen de Juan Mateo son de 1826. Tras el fallecimiento del organista primero de la Catedral de Albarracín, José Gonzalo, se presentaron dos pretendientes al cargo, «uno de Calatayud, y el otro de Barcelona», en septiembre de 1826. Finalmente no se decidió contratar a ninguno de los dos y el 18 de octubre tomó posesión del cargo Juan Mateo:

Que Juan Mateo, natural de la ciudad de Teruel, se había presentado en persona con solicitud de la plaza de organista de esta iglesia, y siendo incierta la admisión del de Barcelona [...] le parecía al Cabildo debía admitirse al citado Juan Mateo, y hallándole hábil para su desempeño proceder a su presentación..., se acordó: que se admitiese la solicitud de D. Juan Mateo y en su virtud que sea probado inmediatamente por los examinadores D. José Loscos y Maestro de Capilla y éstos certifiquen de su habilidad.
Actas capitulares de la Catedral de Albarracín, 14 de octubre de 1826

Nombramiento de organista [...]. Contestaron uniformes su suficiencia para el desempeño de esta plaza y enterado el Cabildo acordó proceder a su nombramiento, imponiéndole una nueva obligación sobre las comunes marcadas en las constituciones de esta Sta. Iglesia al beneficiado organista, cual es la de enseñar constantemente a un infante, o sirviente de esta Sta. Iglesia en quien se encuentre disposición, a tañer por principios el órgano, estando a su cargo el darle diariamente lecciones competentes hasta que se halle perfectamente instruido para acompañar la música, y demás que deba saber un buen organista.
Actas capitulares de la Catedral de Albarracín, 16 de octubre de 1826

Tras el fallecimiento del maestro de capilla, Felipe Teixidor, el 22 de noviembre de 1836, el cargo recayó en Mateo, que unió ambos beneficios de organista y maestro de capilla en una persona a partir de ese momento, posiblemente una consecuencia de la desamortización de Mendizábal. La desamortización señala el comienzo de la decadencia de la capilla musical metropolitana lobetana. El Cabildo trató de paliar el hecho:

Se trató de aumentar en lo posible la solemnidad del culto principalmente en las de 1.ª clase, más como quiera que para esto es de primera necesidad arreglar la Capilla de música reducida en la actualidad a sólo un bajonista y un figle, se acordó que de los fondos de fábrica se compren cuatro instrumentos, dos violines y dos flautas o clarinetes, dando el Cabildo las disposiciones oportunas para que con la brevedad posible se hallen los sujetos a quienes se entreguen con los conocimientos necesarios para formar orquesta, o de recoger dichos instrumentos por ser de su propiedad en caso de tratarlos mal y aún en el de poco aprovechamiento
Actas capitulares de la Catedral de Albarracín, 26 de mayo de 1850

A pesar de que Mateo pudo continuar con aproximadamente el mismo número de músicos que su antecesor hasta 1852, el concordato provocó una drástica reducción de los cantores e instrumentalistas a partir de ese año.
Permaneció en el cargo de organista y maestro de capilla hasta su fallecimiento en febrero de 1862. Su sucesor, el organista Agustín Tomás Nieto, tomaría posesión del cargo en 1864.

## Obra
Juan Mateo fue un compositor notable, que dejó diez obras en el archivo catedralicio: misas, salmos, magníficat y cuatro villancicos, a cuatro voces con bajón y acompañamiento.